# Trần Anh Tông

Trần Anh Tông, né sous le nom Trần Thuyên en 1276 et mort en 1320, est l'empereur du Đại Việt (ancêtre du Viêt Nam) de 1293 à 1314 et le quatrième représentant de la dynastie Trần.

## Biographie
Trần Anh Tông est le fils de Trần Nhân Tông, le troisième de la dynastie Trần.

### Liste des Trần
- 1225-1258 : Trần Thái Tông († 1290), Fondateur de la dynastie Trần qui succède à la dynastie Ly
- 1258-1278 : Trần Thánh Tông, son fils ; 2e Empereur Trần
- 1278-1293 : Trần Nhân Tông, son fils, déposé ; 3e Empereur Trần
- 1293-1314 : Trần Anh Tông, son fils, abdique ; 4e Empereur Trần
- 1314-1329 : Trần Minh Tông, son fils, abdique ; 5e Empereur Trần
- 1329-1341 : Trần Hiến Tông, son fils ; 6e Empereur Trần
- 1341-1369 : Trần Dụ Tông, fils de Trần Minh Tông ; 7e Empereur Trần
- 1369-1370 : Duong Nhât Lê, (usurpateur) ; 8e Empereur Trần
- 1370-1372 : Trần Nghệ Tông, fils de Trần Minh Tông, abdique et meurt en 1394 ; 9e Empereur Trần
- 1372-1377 : Trần Duệ Tông, son frère ;10e Empereur Trần
- 1377-1388 : Trần Phế Đế, son fils, abdique ;11e Empereur Trần
- 1388-1398 : Trần Thuận Tông, fils de Nghê Tông, abdique ; 12e Empereur Trần
- 1398-1400 : Trần Thiếu Đế son fils, abdique.13e Empereur Trần